# Christ à la colonne (Bramante)
Christ à la colonne – en italien Cristo alla colonna – est un tableau réalisé par le peintre italien Bramante en 1487-1490. De format vertical, cette huile sur panneau est une peinture chrétienne qui représente Jésus-Christ à mi-corps alors qu'il est attaché torse nu à une colonne pour être flagellé, pendant sa Passion. Commandée par l'abbaye de Chiaravalle, l'œuvre fait partie des collections de la pinacothèque de Brera, à Milan.